# Marcelle Lentz-Cornette
Marcelle Lentz-Cornette, née le 2 mars 1927 dans le village de Niederkorn à Differdange (Luxembourg) et morte le 29 janvier 2008, est une femme politique luxembourgeoise, membre du Parti populaire chrétien-social (CSV).

## Biographie

### Formation
Marcelle Lentz-Cornette a étudié à la Sorbonne à Paris. Elle est docteure en chimie.

### Parcours politique
Marcelle Lentz-Cornette est née à Niederkorn, dans la commune de Differdange. En 1968, elle entre au conseil municipal de Sanem ; elle y restera jusqu'en 1985. Elle y sera également échevin de 1970 à 1980.  Marcelle Lentz-Cornette a été élue à la Chambre des députés en 1979.  Elle ne fait qu'un seul mandat (jusqu'en 1984), car elle devient députée européenne en 1980 en remplacement de Jean Spautz. Elle assure deux mandats au Parlement européen, jusqu'en 1989. Pendant cette période elle se lie d'amitié avec Otto de Habsbourg-Lorraine et Simone Veil.
Lors d'un déplacement officiel en Amérique latine, elle fit part au général panaméen Manuel Noriega de sa conception des droits de l'Homme de manière franche et sans concessions.
Elle rejoint ensuite l'Assemblée parlementaire du Conseil de l'Europe, dont elle restera membre jusqu'en 1999.
Elle assura encore deux mandats au conseil communal de Sanem (en 1997–1999 et 2001–2003) avant de prendre sa retraite.
Parallèlement à son activité d'élue politique, elle consacra du temps et de l'argent à l'amélioration du système de santé du Nicaragua.
Marcelle Lentz-Cornette fait également partie des personnalités politiques qui ont depuis le début soutenu et encouragé la carrière politique de Jean-Claude Juncker. Cette alliance politique est mise à mal lorsqu'en 2003 elle soutient la guerre contre Saddam Hussein et l'Irak, tandis que Juncker prend ses distances vis-à-vis de l'offensive décidée par l'administration Bush.
Elle meurt le 29 janvier 2008.
En septembre 2013 Jean-Claude Juncker, alors Premier ministre et bourgmestre de Sanem inaugure une place Marcelle Lentz-Cornette à Esch-Belval.

### Vie privée
Marcelle Lentz-Cornette a épousé le docteur Albert Lentz (1927-2017) . Elle est la tante et la marraine de Guy Lentz, coordinateur pour les dossiers relatifs aux problématiques énergétiques au niveau international et européen auprès du gouvernement du Luxembourg.